# San Isidro (Panama)
Pour les articles homonymes, voir San Isidro.
San Isidro est un corregimiento situé dans le district de Bugaba, province de Chiriquí, au Panama. Il a été fondé le 14 février 2018 se séparant du corregimiento Aserrío de Gariché. Son chef-lieu est San Isidro.